# Pure (företag)

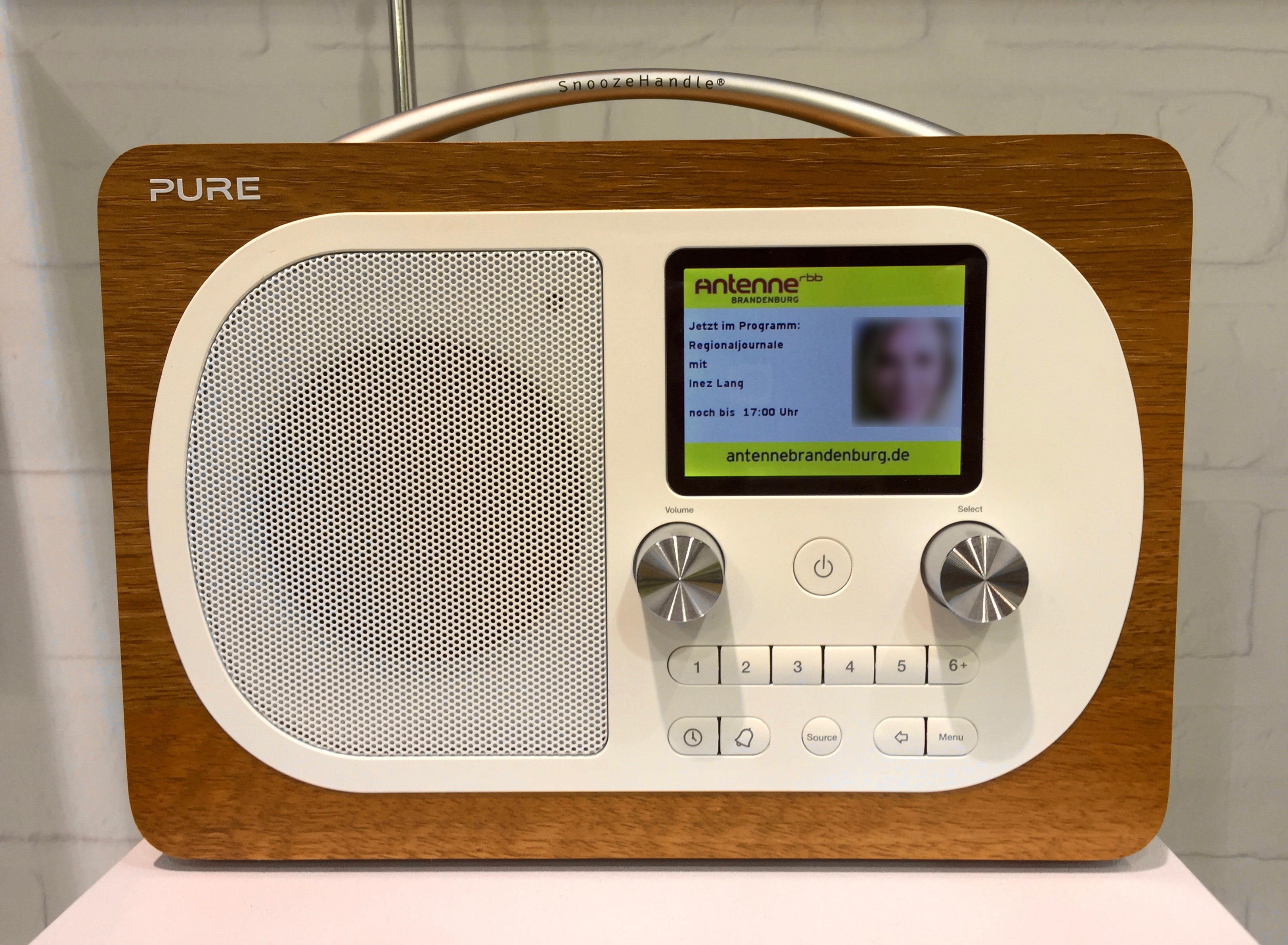
Evoke H4

Pure, av företaget skrivet PURE, är ett brittiskt företag inom konsumentelektronik som är baserat i Kings Langley i Hertfordshire, grundat 2002. Pure är en division inom ett annat Hertfordshire-baserat företag, Imagination Technologies, som primärt skapar processorer och grafikkretsar.
Pure konstruerar och tillverkar digitala radioapparater och ljudutrustning.  Mest välkänt för att producera Digital Audio Broadcasting (DAB) mottagare, Pure tillverkar också flera högt betygsatta[källa behövs] Ipod/Iphone dockningsstationer. Pure produkterna marknadsförs i Storbritannien, Australien, Danmark, Frankrike, Tyskland, Irland, Italien, Schweiz, USA, och via onlineleverantörer. Pure radioapparater har vunnit mer än 200 utmärkelser av recenserande webbsajter och audiofil- och datormagasin.